# Beau Mirchoff
William Beau Mirchoff (Seattle, 13 de janeiro de 1989) é um ator canadense, nascido nos Estados Unidos.

## Biografia
Descendente de ingleses, escoceses e irlandeses, Mirchoff nasceu nos Estados Unidos, mas com apenas dois dias de vida foi para a casa dos pais em Victoria, Colúmbia Britânica, Canadá, na ilha Vancouver. Seu pai era da Califórnia e sua mãe nativa de Seattle, que passava o tempo todo em casa. Beau tem um irmão mais velho chamado Luke, e uma irmã mais nova Raeanna, que é responsável por Beau ter começado a atuar. Foi reconhecido ao interpretar o vilão Dominic, um feiticeiro do mal em  Os Feiticeiros Retornam: Alex vs Alex. Também participou da série Awkward da MTV, como Matty Mackiben.

## Filmografia

### Televisão e Cinema
| 2019        | Now Apocalypse                                            | Ford Halstead  |
| 2018 - 2019 | Good Trouble                                              | Jamie Hunter   |
| 2017        | Além da Morte                                             | Brad           |
| 2016        | Divorce: The Greatest Hits                                | Ron            |
| 2016        | Grass Stains                                              | Eric           |
| 2016        | Good Fortune                                              | Dave           |
| 2015        | The Murder Pact                                           | Will LaSalle   |
| 2015        | Aquarius                                                  | Rick Zondervan |
| 2015        | See You in Valhalla                                       | Johnny         |
| 2014        | Os Feiticeiros Retornam: Alex vs Alex                     | Dominic        |
| 2011 - 2016 | Awkward                                                   | Matty McKibben |
| 2011        | CSI: Crime Scene Investigation - Temporada 12 Episódio 17 | Jake Pychan    |
| 2011        | Eu Sou o Número Quatro                                    | Drew           |
| 2010        | CSI: Miami - Temporada 9 Episódio 20                      | Jared Hatch    |
| 2009 - 2010 | Desperate Housewives - Temporada 6                        | Danny Bolen    |
| 2009        | O Grito 3: O Início do Fim                                | Andy           |
| 2007        | Heartland - Temporada 1 Episódios 4 - 12 - 13             | Ben Stillman   |
| 2006        | Todo Mundo em Pânico 4                                    | Robbie         |